# Караван-сарай царівни Текле

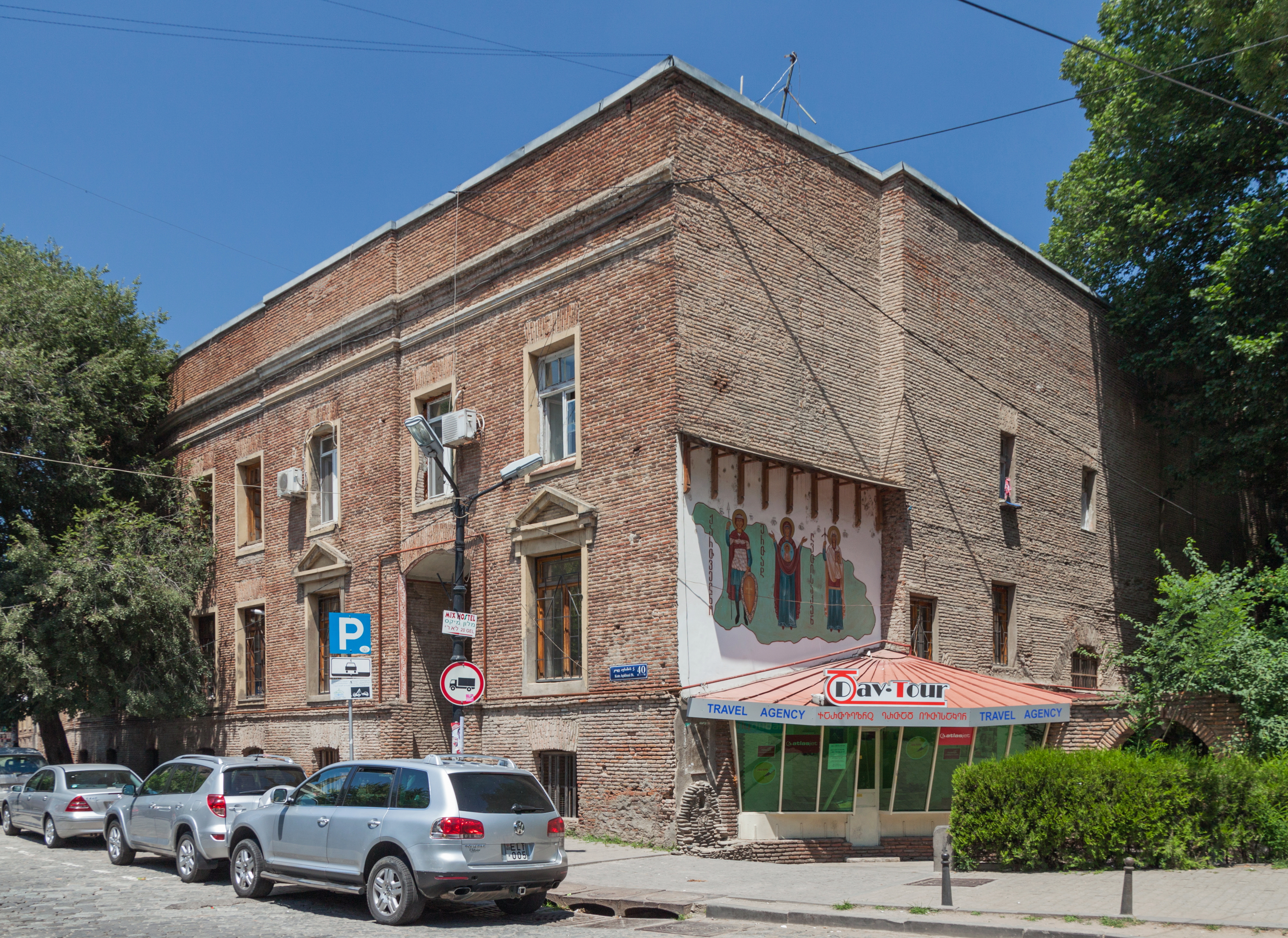
Вид з вулиці Коте Абхазі

Караван-сарай царівни Текле - торгово-готельна споруда в Тбілісі, в історичному районі Старе місто, вулиця Коте Абхазі (д. 40), вулиця Сіоні (д. 13). Пам'ятник архітектури.

## Історія
Збудований на місці старого Царського караван-сараю, відомого з 1672. Сучасна назва на ім'я дочки царя Іраклія II.
Перебудований у 1870-і, комплекс мав 62 готельні номери, у ньому працювали понад 30 магазинів та майстерень.
В даний час в одному з корпусів комплексу розмістилася духовна семінарія Тбіліська.